# Rose des sables
Ne doit pas être confondu avec Rose des sables (pâtisserie).
Pour les articles homonymes, voir Rose des sables (homonymie).
La rose des sables est une roche évaporitique formée par la cristallisation lenticulaire de minéraux solubles, et dont la disposition rappelle les pétales d'une rose.
La formation des roses des sables provient de l'évaporation d'eau infiltrée. Ces cristallisations d'origine physico-chimique sont très souvent rencontrées dans les terrains tendres (sable, argile), principalement dans les déserts.
Le principal minéral concerné par ce processus est le gypse ; mais des roses des sables peuvent aussi être composées d'autres minéraux, comme la baryte.
Ces microformes d'accumulation peuvent parfois atteindre de très grandes dimensions et peuvent dépasser la centaine de kilogrammes.

## Formation
« À partir d’un germe ou point singulier, les cristaux de gypse croissent dans toutes les directions. Le développement de ces cristaux écarte le milieu encaissant. Dans les sables proches d’une nappe phréatique voisine de la surface du sol et imprégnés d’eaux riches en sulfates et en carbonates (eaux séléniteuses), les « roses des sables » peuvent se développer. Par suite de l’évaporation, la concentration ionique de la nappe augmente, ce qui permet aux cristaux de gypse de croître dans le sédiment imbibé d’eau. C’est donc au toit de la nappe, enfoui sous quelques mètres ou dizaines de mètres, que le processus s’accomplit. Le gypse étant une évaporite, un climat chaud favorise sa formation (Dan et Yaalon, 1982) ».

## Galerie

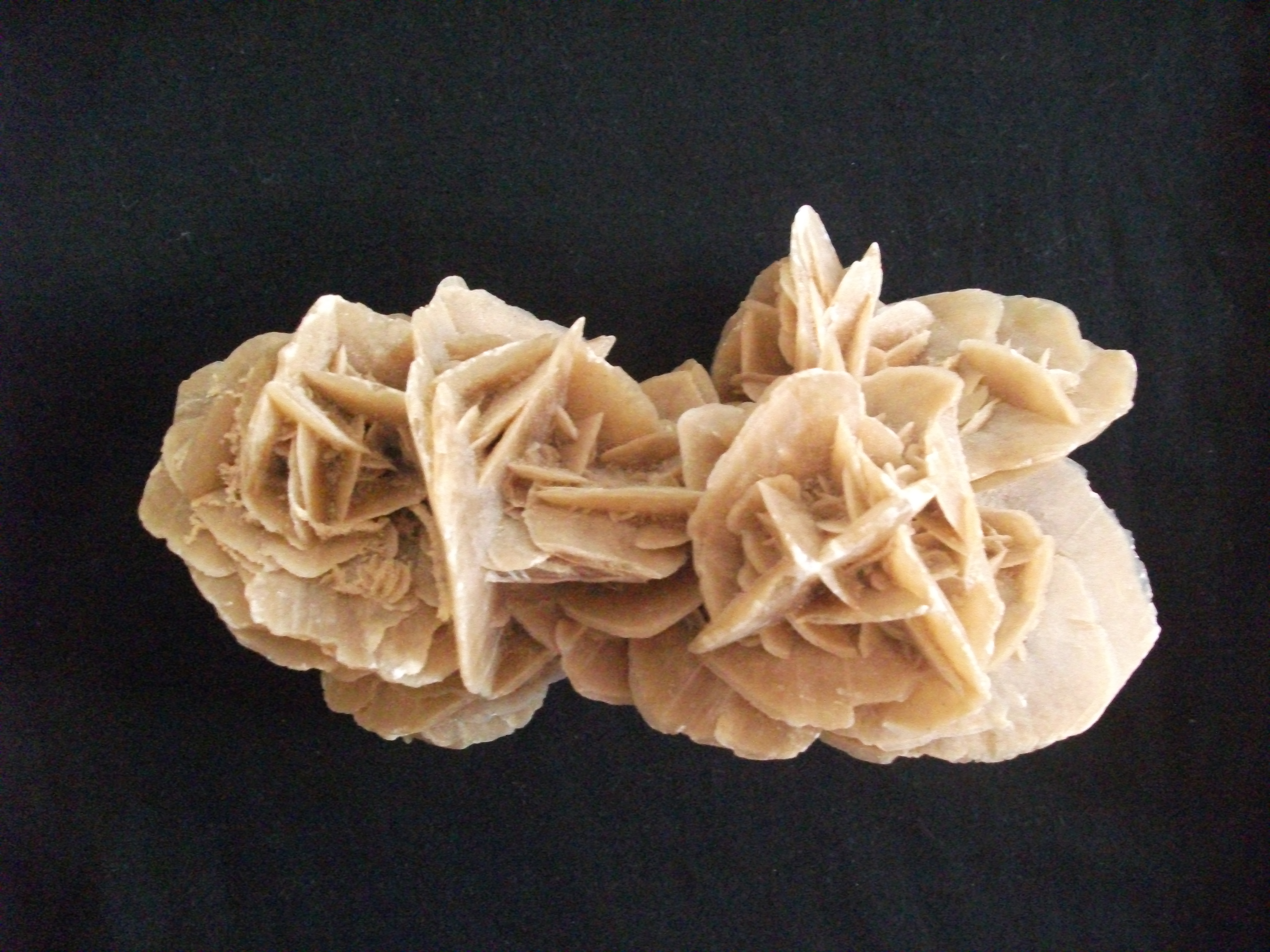
Rose des sables, Maroc.
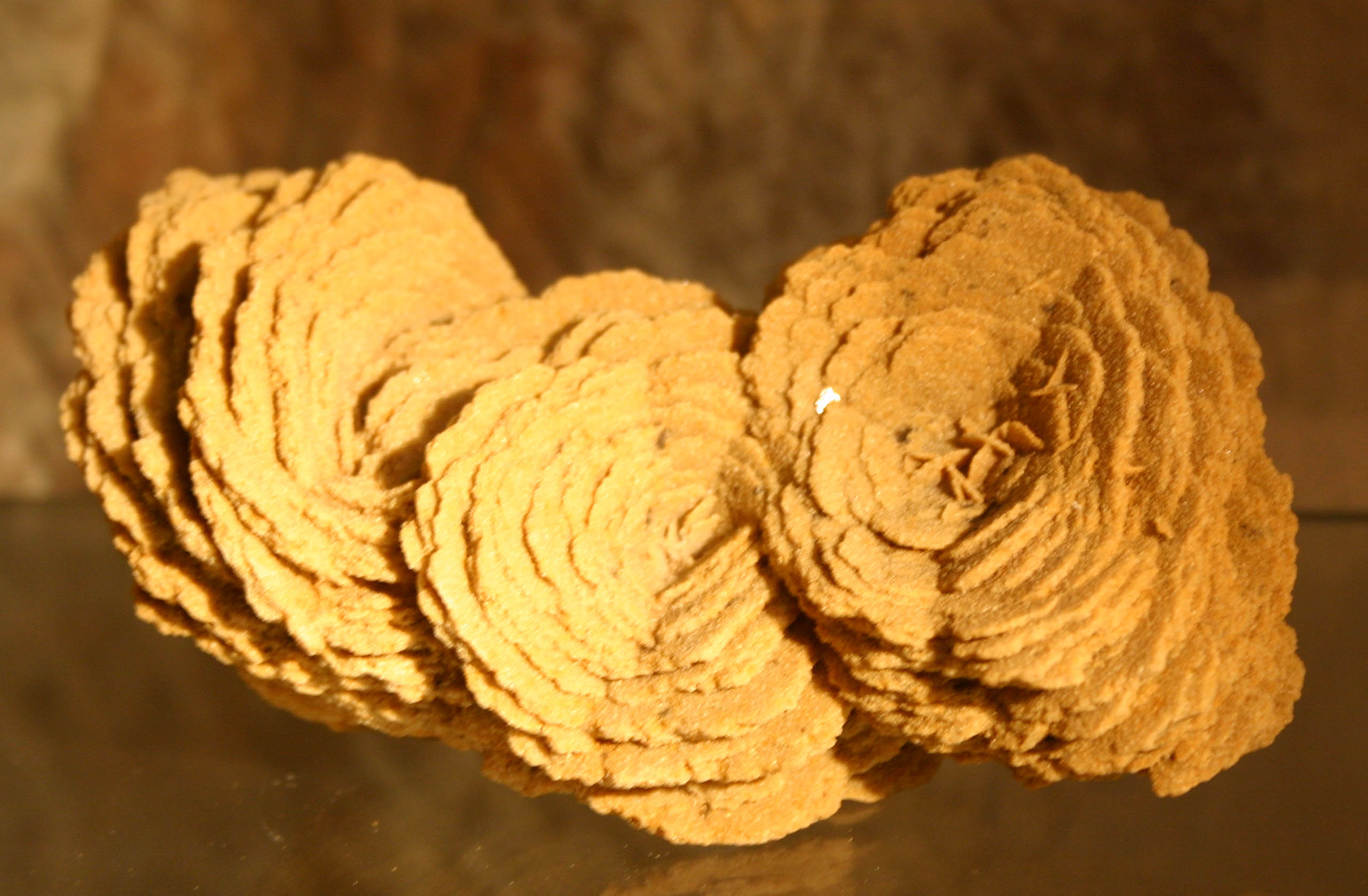
Rose des sables (barytine), Allemagne.
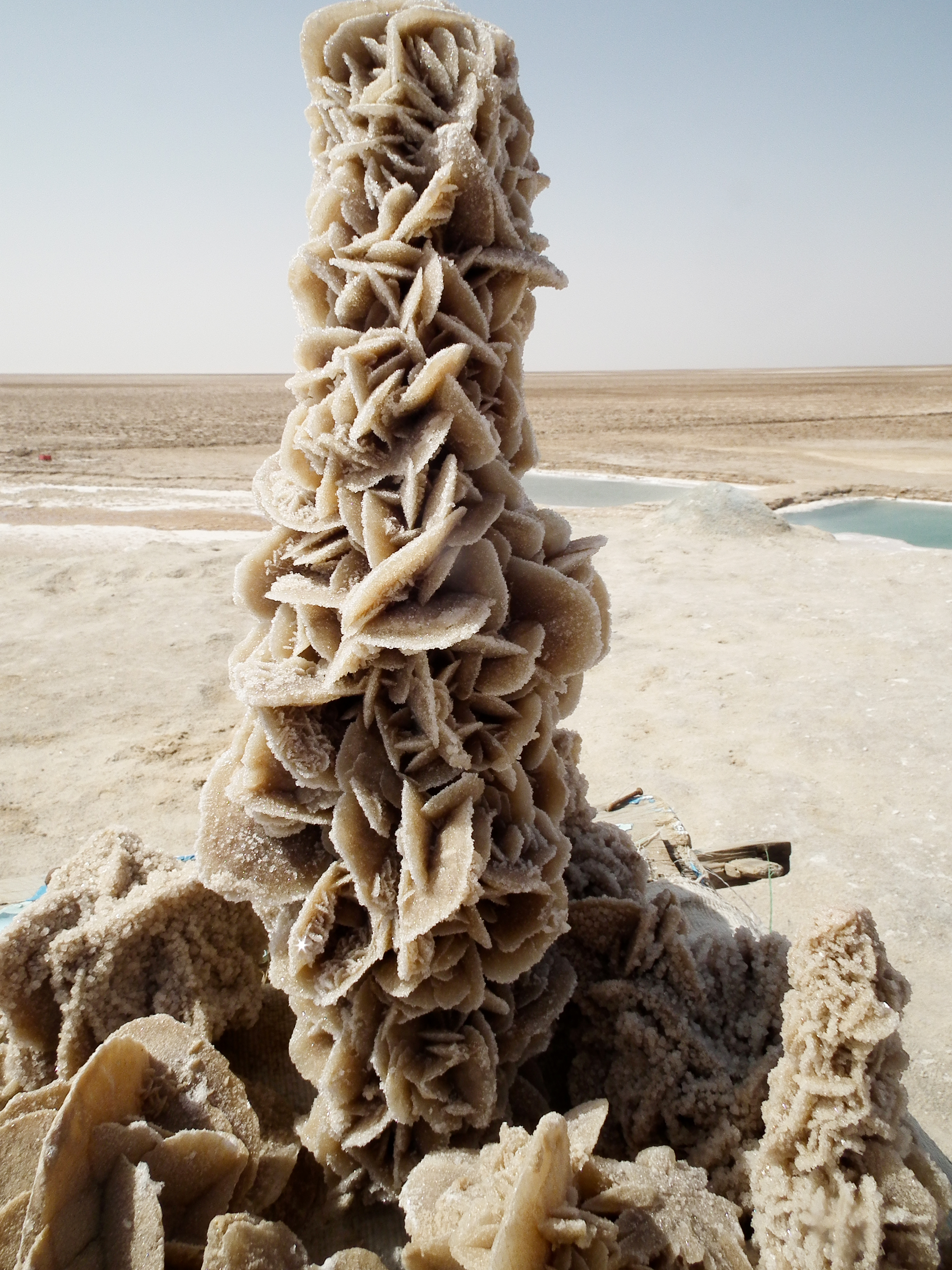
Importante formation de roses des sables, Tunisie.
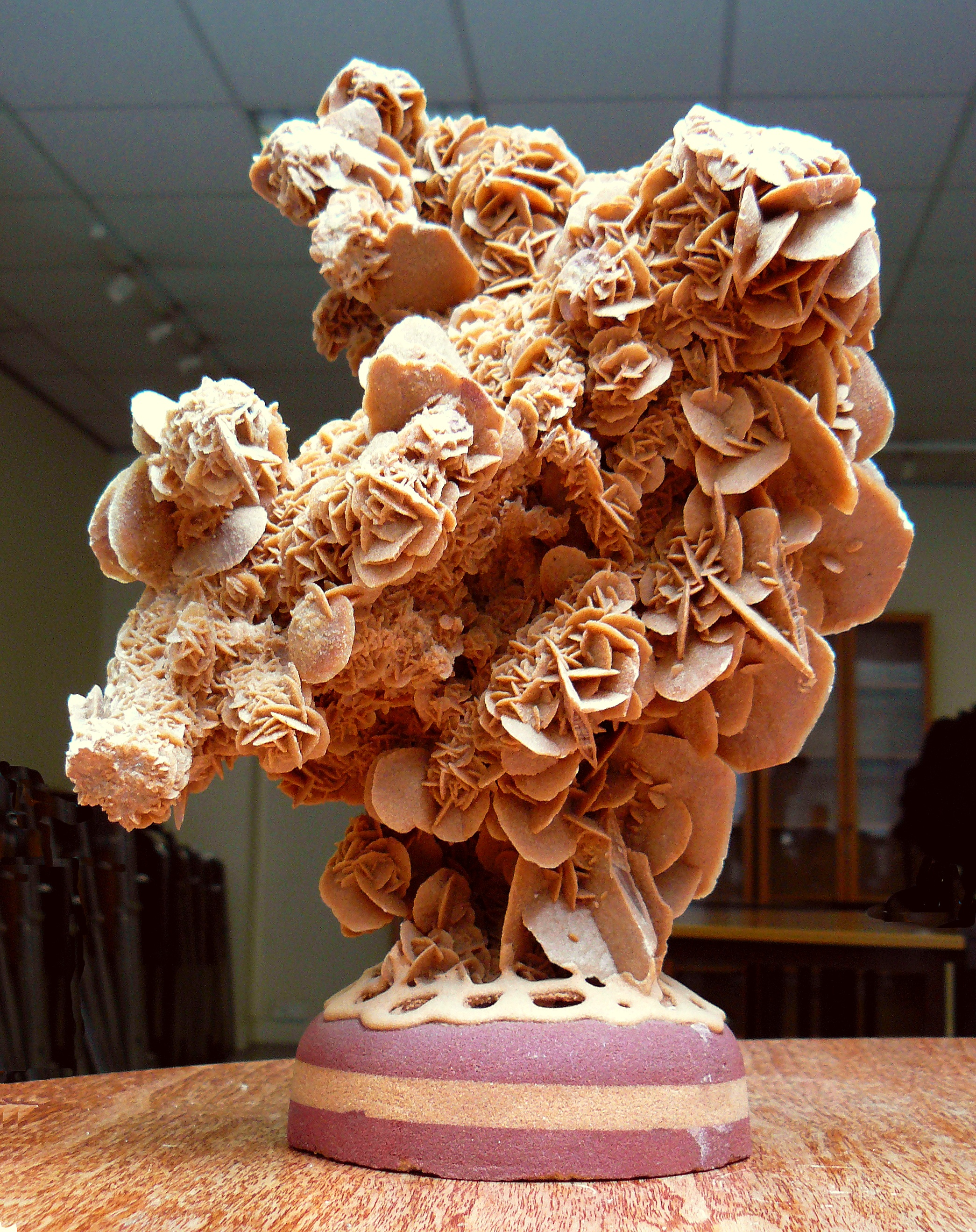